# Chrysotus niger
Chrysotus niger är en tvåvingeart som beskrevs av Aldrich 1896. Chrysotus niger ingår i släktet Chrysotus och familjen styltflugor. Inga underarter finns listade i Catalogue of Life.